# Volo Mohawk Airlines 121
Il volo Mohawk Airlines 121 era un volo di linea della Mohawk Airlines operato il 2 luglio 1963 da un Martin 4-0-4 tra l'aeroporto Internazionale Greater Rochester e l'aeroporto di Newark-Liberty. Durante il decollo, in condizioni di maltempo, il Martin precipitò al suolo, provocando la morte di due membri dell'equipaggio e cinque passeggeri.

## L'aereo
Il velivolo coinvolto nell'incidente era un Martin 4-0-4 con numero di linea 14140 e numero di registrazione N449A. Al momento dell'incidente aveva accumulato 15 970 ore di volo.

## L'incidente
Alle 15:13, il Martin lasciò l'aeroporto di Ithaca per arrivare a Rochester alle 15:40. I piloti si recarono quindi presso l'Ufficio Operazioni per visionare i bollettini meteo, i quali indicavano un peggioramento. Alle 16:30, il comandante Dannis firmò il piano di volo e alle 16:40 il meteo iniziò a peggiorare con la comparsa di tuoni e fulmini. Allo stesso tempo, sia i passeggeri che l'equipaggio erano già a bordo del Martin.
Quando il velivolo iniziò a rullare, la pioggia iniziò a cadere più pesantemente ed erano presenti raffiche di vento. Alle 16:46, la torre di controllo autorizzò il volo Mohawk 121 a decollare dalla pista 28. Il comandante Dannis richiese quindi alla torre di poter effettuare una virata verso sinistra subito dopo il decollo per evitare la perturbazione. A questo punto il sensore che misurava la visibilità rilevò una brusca diminuzione della stessa: da sei chilometri ad appena 200 metri. La perturbazione aveva ormai raggiunto l'aeroporto. Il Martin stava accelerando sulla pista quando venne investito dalla perturbazione. Il velivolo si staccò dal suolo di circa trenta metri iniziando a oscillare a destra e a sinistra. Il muso si alzò improvvisamente e l'aereo entrò in stallo, precipitando poco dopo. Il violento impatto e il successivo incendio provocarono la morte di due membri dell'equipaggio (il comandante ed il primo ufficiale) e cinque passeggeri.

## Le indagini
Per determinare le cause dell'incidente venne nominata una inchiesta presieduta dal National Transportation Safety Board. In base ai dati e alle testimonianze recuperate, gli investigatori appurarono che il pilota aveva perso il controllo del velivolo a causa dei venti che imperversavano sull'aeroporto. L'equipaggio avrebbe dovuto constatare dai bollettini meteo l'arrivo imminente della perturbazione e la torre di controllo, colpevole di negligenza, avrebbe dovuto informare i piloti durante il rullaggio del rapido degradamento delle condizioni meteorologiche.